# 切斯特站
切斯特站（英語：Chester railway station）是位於英國英格蘭切斯特新城的一座火車站，現在由凱奧雷斯和Amey共同擁有的威爾士運輸運營。在1875年至1969年期間，為了和切斯特北門車站區分，該車站曾名為切斯特火车总站（英語：Chester General railway station）。
本站由Avanti西海岸於提供到倫敦尤斯頓和霍利黑德的列車服務，默西鐵路則提供到利物浦的通勤列車服務。此外，北方鐵路於本站提供到曼徹斯特皮卡迪利和利茲的列車服務。威爾士運輸則提供到利物浦萊姆街、曼徹斯特機場、克魯、伯明翰新街、卡迪夫中央、蘭迪德諾和霍利黑德的列車服務。

## 歷史

### 背景及車站建設
1840 年 9 月 23 日，切斯特和伯肯黑德鐵路於切斯特啟用了當地第一個火車站。一周後，即 1840 年 10 月 1 日，大交匯鐵路亦於當地另外開設了一個火車站。由於在它們之間轉移貨物和乘客轉乘並不方便，該兩個車站開放後不久就被新的聯合車站取代。新車站（即本站）位於切斯特和伯肯黑德鐵路、大交匯鐵路和羅伯特·史蒂芬生新成立的切斯特和霍利黑德鐵路之間的交匯處。該新鐵路的起點就位於新車站。新車站由建築師弗朗西斯·湯普森設計，由托馬斯·布拉西建造。  工程師 C. H. Wild 設計了火車棚。整體設計則由包括史蒂芬生在內的其他工程師製作。
1847 年 8 月 1 日，本站的建設開始，並由布拉西奠基。它由大約 2,000 名員工建造，其中包括瓦工、石匠、木匠、屋頂工、水管工和其他技術 / 非技術工人。 1848 年 8 月 1 日，正好是施工開始一年後，本站正式啟用。由於新車站可以到達的目的地範圍分別比兩座舊車站廣泛，其開幕式普遍受到市民讚譽。
車站大樓由斯塔福德郡藍磚和淺灰色斯托爾頓砂岩建成，並設有意大利風格的板岩屋頂。它有一個 305 米高的兩層立面，中央部分有 15 個開間，側向突出的亭子有 5 個開間，每個亭子都有兩座塔樓。車站前部由 J. B. Joyce & Co 製造的大鐘原本位於立面中央，但隨著皇后酒店的建設而被移至立面的西半部分，使其被遮擋。中央部分的中間七個開間包含雕刻家約翰·托馬斯 (John Thomas) 的雕刻作品。 幾隻雕刻的木頭貓頭鷹佔據了 4 號月台上方的屋頂橫梁位置，以阻止野鴿棲息。

### 車站營運
初時，車站有一個直通月台、一對港灣式月台和主樓。早期，它就變得非常繁忙，部分原因是它作為多條線路和鐵路公司之間的交匯處。在開業的最初幾十年裡，它通過修建側線、倉庫、信號箱和兩個機務段來擴建，以服務屬於不同鐵路公司的蒸汽機車。為了容納 1860 年代和 1870 年代不斷增加的乘客和貨物，車站再次擴建。1890 年，兩個島式月台、兩個港灣式月台和通過人行天橋連接到既有車站的附加設施完工。
大西部鐵路（1948年後由英國鐵路運營）來往伯肯黑德和倫敦帕丁頓車站的長途特快列車服務曾服務本站。該服務途經本站、雷克斯漢姆、什魯斯伯里、伍爾弗漢普頓、伯明翰雪山站、利明頓溫泉和班伯里，並已於1967年3月4日終止。
1875年，柴郡路線鐵路開設了切斯特北門站。為了避免乘客混淆，本站更名為切斯特綜合（Chester General）站。1969年，切斯特北門站因比欽大斧而關閉，本站復稱切斯特站。
本站最繁忙的時期是在愛德華時代，每天有 200 多列火車停靠車站，並僱用了 100 多名員工。大量貨物也經本站運轉，包括皇家郵政的信件和包裹業務。第一次世界大戰期間，部隊列車在將軍事人員從北威爾士的訓練營運送到西部前線時曾使用該站。 
在戰間期，本站仍很繁忙，只是受到公路運輸興起的輕微影響。有軌電車和後來的公共汽車將車站與城市及其郊區連接起來。第二次世界大戰期間，本站交通繁忙，包括運送彈藥的火車。本站在戰事中絲毫無損地保存下來，沒有受到直接打擊，但為了防禦空襲，建造了一個混凝土掩體來容納信號設備。
2016 年 1 月，根據鐵路和公路辦公室的數據，乘客人數在過去十年中翻了一倍，使切斯特成為西北地區第八繁忙的車站。增長歸因於新服務（例如直達倫敦的火車）和默西鐵路威勒爾線班次增加。
從 2005 年開始，車站在切斯特復興計劃中得到修復。英國鐵路網公司所做的改進包括東端臨街周圍的地基工程和立面東翼和西翼的維修、屋頂玻璃的更新、火車棚的增強和其他一般改進。車站廣場改建工程於 2007 年 12 月完工，改善了當地交通管理和進出車站的動線。Arriva威爾斯鐵路於 2008 年 10 月在主要區域安裝了建築照明，並開設了一個新的大廳。2009 年至 2010 年間，改善工程包括通往島式月台的第二個樓梯、月台的結構維修、天橋的修復以及改善車站正門的工作。
該車站作為II*級登錄建築被列入英國國家遺產名錄。它是英國 22 個 I 級或 II* 級保護火車站之一。紀念托馬斯·布拉西的牌匾被安裝在售票處對面的牆上。布拉西出生於切斯特以南 9.7 公里處的布頓（Buerton）。

## 列車服務

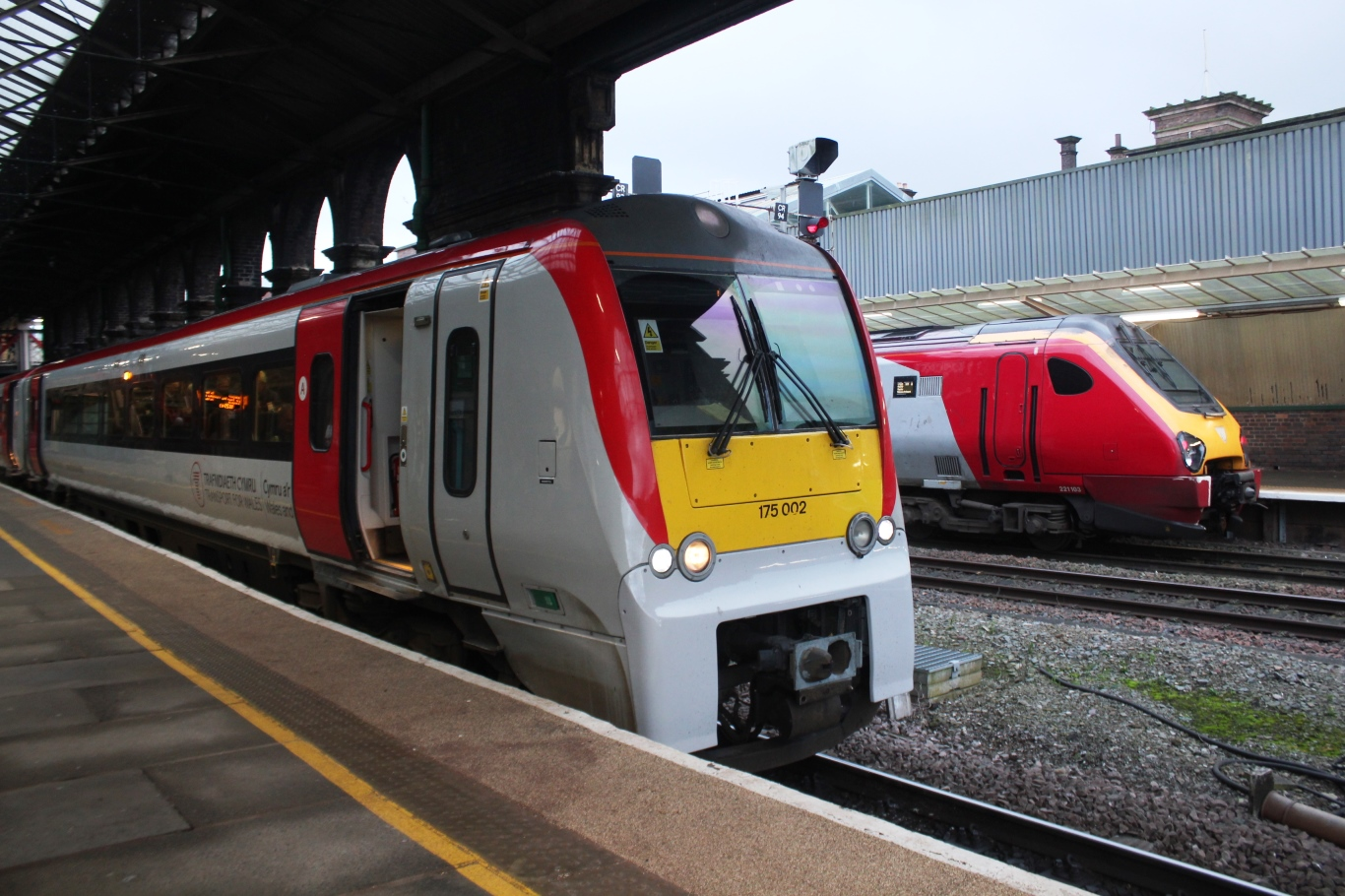
於本站停靠的英國鐵路175型柴油動車組（前）及英國鐵路221型柴油動車組（後）

### 3號月台

#### 威爾士運輸
- 每小時1班往蘭迪德諾（經蘭迪德諾交匯）[11]
- 每小時1班往霍利黑德（經班戈）
- 每小時1班往雷克斯漢姆綜合和什魯斯伯里
  - 列車交替前往伯明翰國際和卡迪夫中央
- 平日繁忙時間亦有開行前往霍利黑德的有限度停站特快列車

#### Avanti西海岸
- 來自倫敦、前往班戈及霍利黑德的部分列車，平日每日一班列車會前往雷克斯漢姆綜合
- 來自克魯、前往班戈及霍利黑德 / 於本站終到的部分列車亦會使用此月台

### 4號月台

#### Avanti西海岸
- 每小時1班往倫敦尤斯頓（經克魯、米爾頓凱恩斯中央）[12]
- 來自班戈及霍利黑德 / 於本站始發、前往克魯的部分列車亦會使用此月台

#### 威爾士運輸
- 每小時1班往曼徹斯特機場（經沃靈頓河岸碼頭）[3]
- 每小時1班往克魯
- 每小時1班往利物浦萊姆街（經朗科恩）
- 平日繁忙時間亦有開行前往卡迪夫中央的有限度停站特快列車

### 5/6號月台

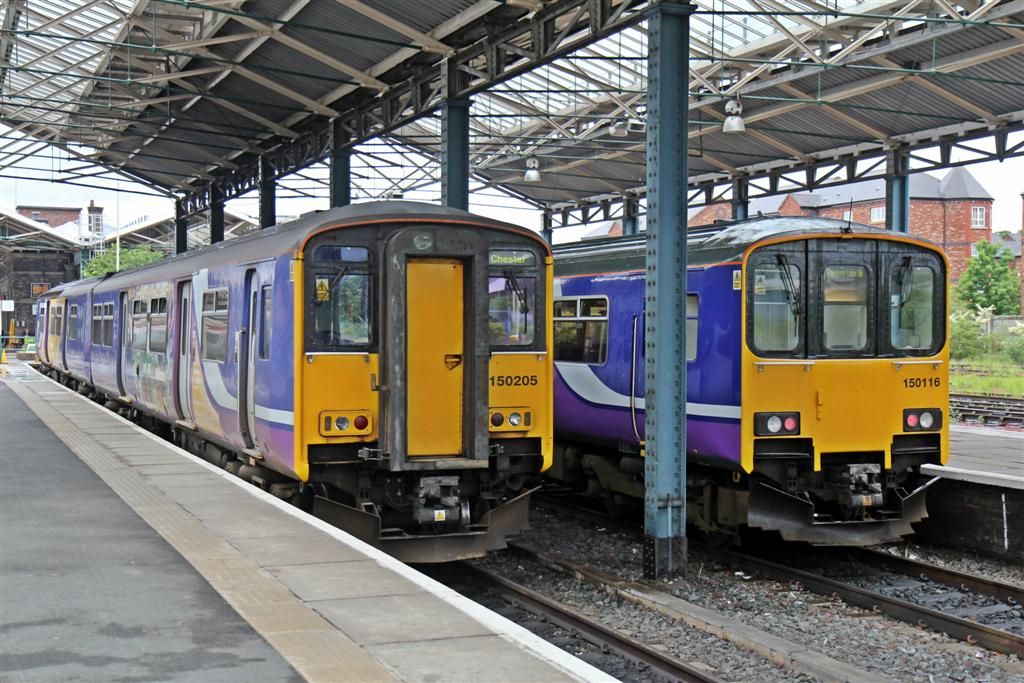
位於本站月台的北方鐵路列車，車型為英國鐵路150型柴油動車組

#### 北方鐵路
- 中柴郡線：每小時1班往曼徹斯特皮卡迪利及斯托克波特（經諾斯維奇）（週日降至每2小時1班）[13]
- 每小時1班往利茲（經沃靈頓河岸碼頭、曼徹斯特維多利亞及布拉福轉運站，週日不設服務）[14]

### 7號月台

#### 默西鐵路
- 往利物浦中央（經伯肯黑德）
  - 平日繁忙時間及週六：每小時4班
  - 深夜及週日：每小時2班 [15]

## 車站相片

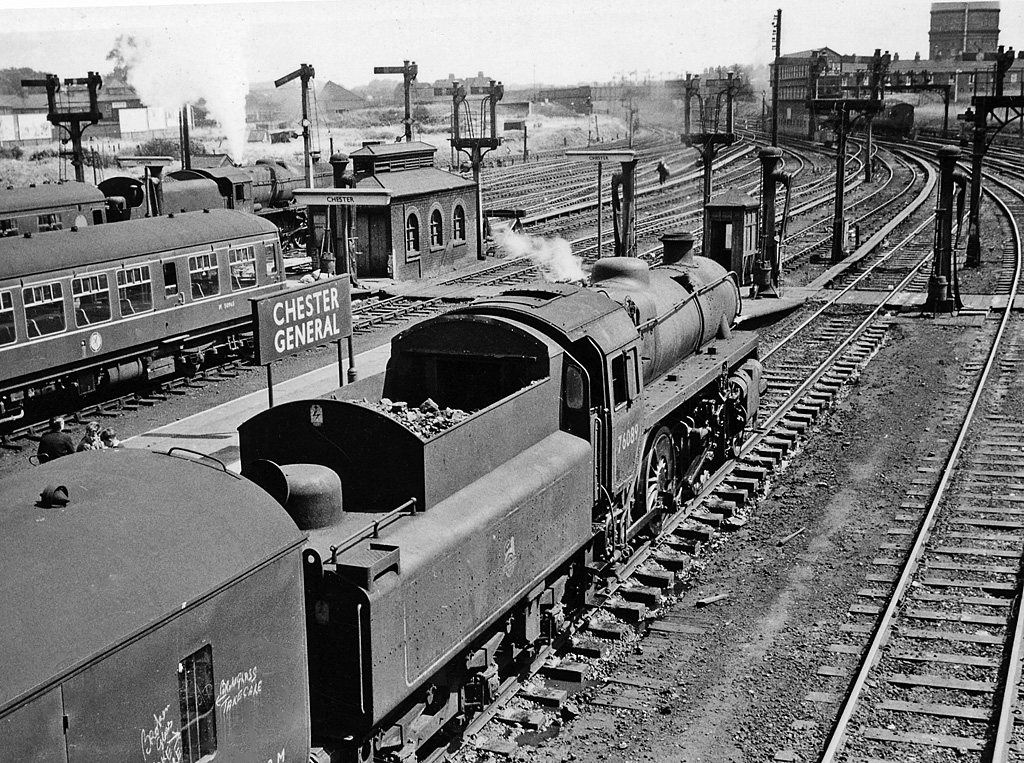
1962年夏季一個週六時的本站東端
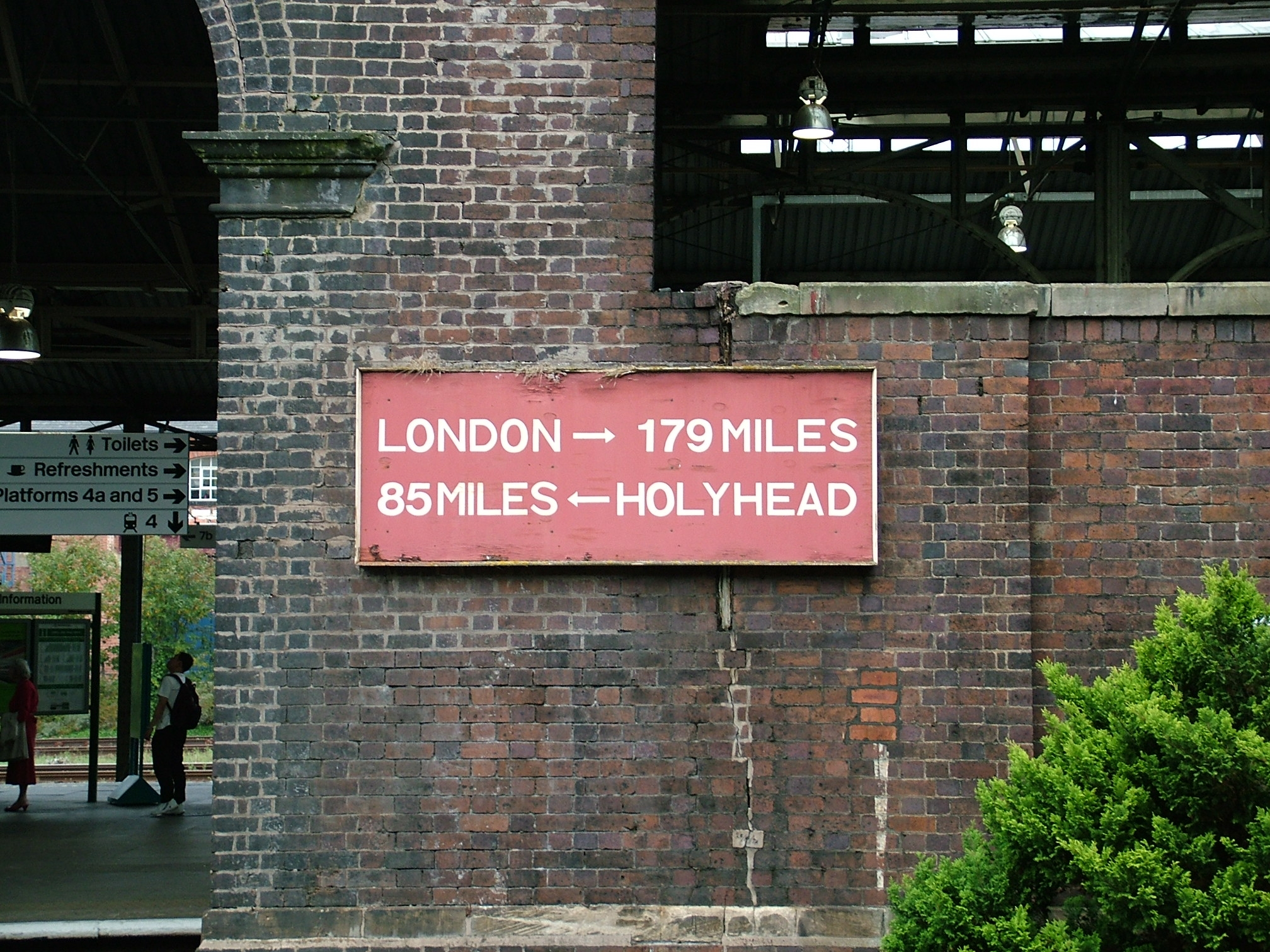
車站牆上的站距牌
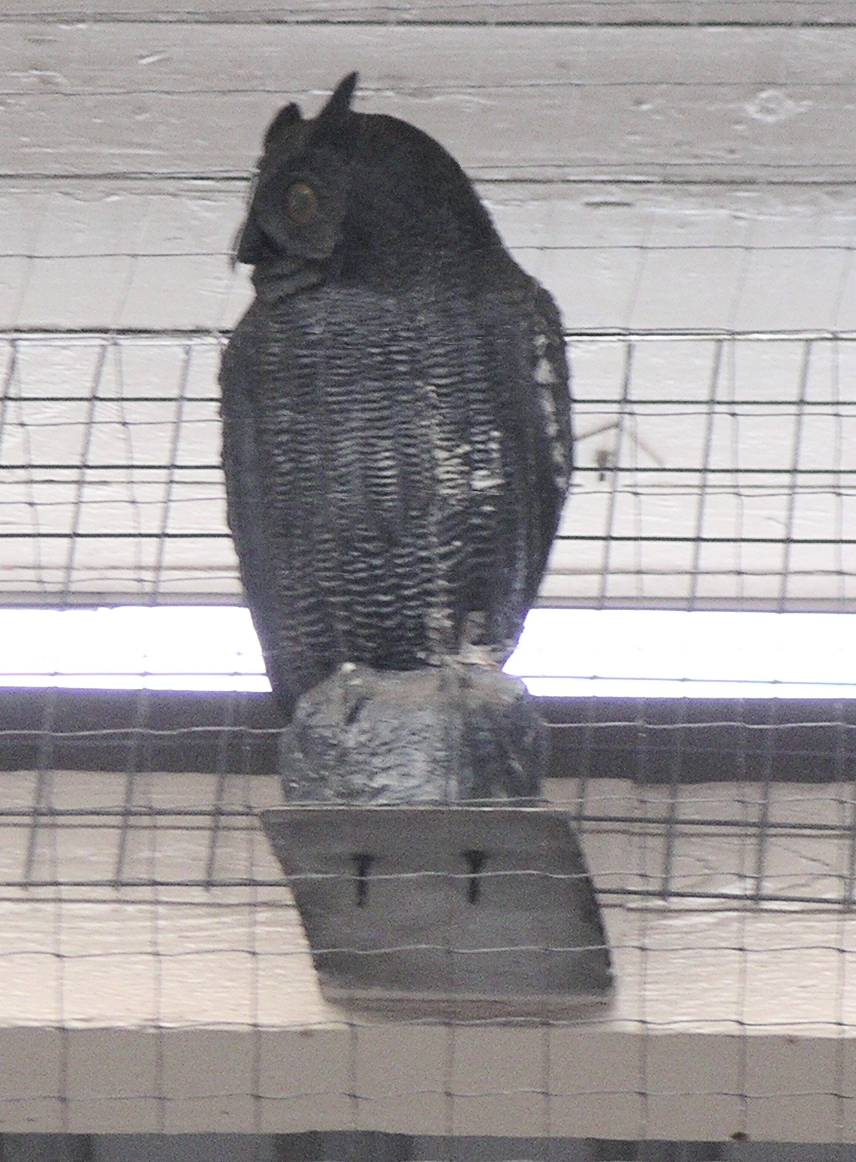
4號月台上的木雕貓頭鷹
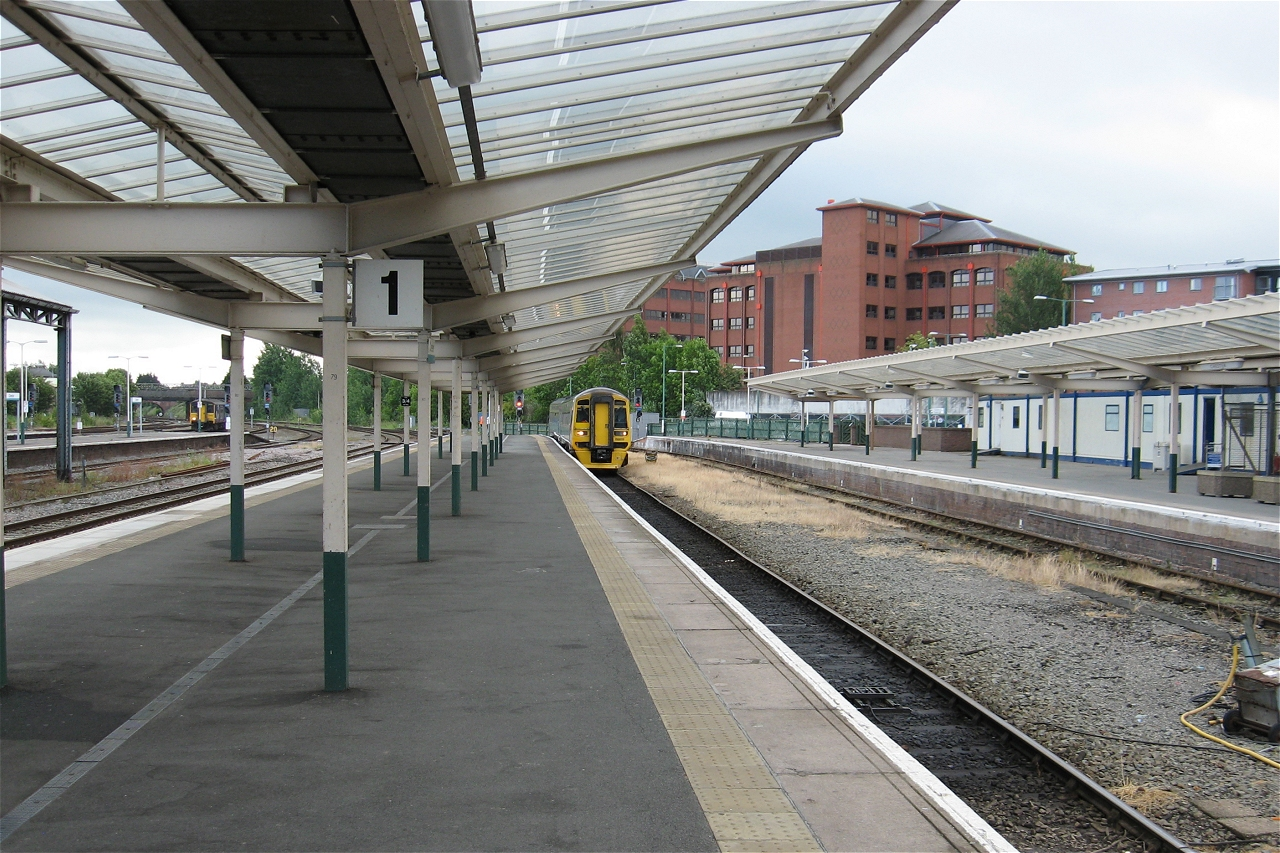
1號月台，供由本站開出、前往倫敦尤斯頓或克魯的列車使用